# Ernst Hintz
Ernst Jakob Hintz (* 14. Mai 1854 in Worms; † 13. August 1934 in Wiesbaden) war ein deutscher Chemiker.

## Leben
Ernst Jakob war der Sohn des Kaufmanns und Direktors des Vereins chemischer Fabriken in Mannheim Ernst Tobias Hintz (* 22. Mai 1799 in Worms; † 17. Mai 1874 ebenda) und dessen Frau Hedwig Friederike (geb. Burbach; 29. Februar 1816 in Diez an der Lahn; † 4. Februar 1888 in Worms). Hintz studierte an der Polytechnischen Hochschule Karlsruhe und der Universität Straßburg und wurde 1878 in Straßburg mit einer Arbeit über das Pyren und seine Derivate zum Dr. phil. promoviert.
Nach seiner weiteren Ausbildung im Chemischen Laboratorium Fresenius Wiesbaden war er als Dozent in der Unterrichtsabteilung und als Abteilungsvorstand tätig.
1897 übernahm er nach dem Tod von Carl Remigius Fresenius gemeinsam mit Theodor Wilhelm Fresenius und Heinrich Fresenius die Leitung des Fresenius-Labors und gab gemeinsam mit ihnen bis 1920 die Bände 37 bis 58 der Zeitschrift für Analytische Chemie heraus.
Er hatte den Professorentitel.
Am 4. Dezember 1888 wurde Ernst Hintz als Mitglied (Matrikel-Nr. 2825) in die Leopoldina aufgenommen.
Sein wissenschaftlicher Schwerpunkt lag im Bereich der Mineralwasseruntersuchungen.

## Familie
Hintz verheiratete sich am 30. April 1881 in Wiesbaden mit Anna Auguste Fresenius (* 24. Oktober 1857 in Wiesbaden; † 28. September 1928 ebenda), der Tochter von Carl Remigius Fresenius. Aus der Ehe stammen Kinder. Von diesen kennt man:
1. Tochter Auguste Charlotte Hedwig (Heddy) Hintz (* 29. Januar 1882 in Wiesbaden), ⚭ 8. August 1903 in Wiesbaden mit dem Amtsrichter in Halle (Saale) Dr. jur. Hans Schreher (* 11. November 1875 in Düsseldorf; †⚔ 17. April 1915 in Combres/Frankreich)
2. Sohn Wilhelm Ernst Karl Hintz (* 9. März 1886 in Wiesbaden), Dr. phil., Chemiker, Direktor des Vereins für chemische Industrie in Frankfurt am Main und der Holzverkohlungsindustrie A.G. (HIAG) in Konstanz, Prokurist der Gold und Silberscheideanstalt in Frankfurt am Main, ⚭ 28. April 1918 in Breslau mit Ida Hedwig Amalie Eckstein (* 7. September 1892 in Breslau), die Tochter des Werkstättenvorstehers Max Eckstein (* 22. November 1867 in Gleiwitz) und dessen Frau Berta (geb. Heinrich, * 30. September 1869 in Breslau; † 14. November 1929 in Frankfurt am Main)

## Schriften
- Beiträge zur Kenntnis des Pyrens und seiner Derivate. Inaugural-Dissertation, Heitz, Strassburg 1878
- mit Leo Grünhut: Chemische und physikalisch-chemische Untersuchung der Salztrinkquelle zu Bad Pyrmont. C.W. Kreidel’s Verlag, Wiesbaden 1905
- mit Leo Grünhut: Besondere Grundsätze für die Darstellung der chemischen Analysenergebnisse . Deutsches Bäderbuch, Weber, Leipzig 1907, S. L–LXVII  Digitalisat
- mit Leo Grünhut: Chemische und physikalisch-chemische Untersuchung des Willibrordus-Sprudels zu Bad Neuenahr im Ahrtale. C.W. Kreidel’s Verlag, Wiesbaden 1907 Digitalisat